# 康塞普西翁大学
康塞普西翁大学（西班牙語：Universidad de Concepción）是位于的智利一所大学。

## 外部連結
- 康塞普西翁大学 （页面存档备份，存于）（西班牙文）

36°49′42″S 73°02′14″W / 36.82833°S 73.03722°W